# Blessid Union of Souls
Blessid Union of Souls – amerykańska grupa rockowa z Morrow założona w 1990 przez dwóch przyjaciół: Jeffa Pence’a i Eliota Sloana.
Pierwszy studyjny album Home zebrał głównie dobre oceny ze strony krytyków. Wielkim sukcesem okazał się singel "Believe" promujący album. Singiel ten szybko zyskał popularność nie tylko wśród przeciętnych słuchaczy ale też wśród DJ-ów, dlatego jest bardzo często przerabianą piosenką.
Drugi album zatytułowany Blessid Union of Souls nigdy nie powtórzył sukcesu Home ale i tak cieszył się większą popularnością niż trzeci krążek Walking Off the Buzz, który promuje singiel "Hey Leonardo (She Likes Me for Me)".

## Dyskografia

### Albumy studyjny
- Home (1995)
- Blessid Union of Souls (1997)
- Walking Off the Buzz (1999)
- Blessid Union of Souls: Play Ball (2003)
- Perception (2005)
- Close to the Edge (2008)

### Składanki
- Blessid Union of Souls: The Singles (2001)
- Almost Acoustic (Volume 1) (2007)